# 曹晟
曹晟（1104年—1127年），真定府灵寿（今河北省石家庄市灵寿县）人，北宋大臣，高祖父是开国名将曹彬，曾祖父侍卫亲军马军都指挥使、定国军观察留后、西上阁门副使曹琮，祖父是皇城使、嘉州防御使曹佺。父亲光禄卿曹调，叔父驸马曹詩。

## 生平
政和五年（1115年）九月初十日，宋徽宗以曹晟为左卫将军、驸马都尉，娶宋徽宗之女荣德帝姬。靖康元年（1126年）二月，宋钦宗派肃王赵枢、太宰张邦昌、驸马都尉曹晟为人质出使金营。靖康二年（1127年），曹晟随宋徽宗、宋钦宗一起被俘虏到金国，荣德帝姬到达燕京时，曹晟已经去世。